# Юджин Стоунер
Юджин Моррісон Стоунер (англ. Eugene Morrison Stoner; 22 листопада 1922 — 24 квітня 1997) — американський конструктор зброї, найбільше відомий завдяки розробці гвинтівки ArmaLite AR-15, на основі якої було створено штурмову гвинтівку M16 для американських збройних сил.

## Раннє життя
Юджин Стоунер народився в сім'ї Ллойда Лестера Стоунера та Біллі Моррісон. Стоунер навчався в середній школі в Лонг-Біч і після закінчення працював у Vega Aircraft Company, встановлюючи авіаційні турелі на бомбардувальники Lockheed Hudson.
Під час Другої світової війни його призвали до Корпусу морської піхоти, де служив техніком по обслуговуванню авіаційного озброєння літаків палубної авіації. Проходив службу на Філіппінах, Окінаві та північному Китаї.

## Інженер
Наприкінці 1945 року Стоунер почав працювати у механічному цеху компанії Whittaker, яка займалася випуском авіаційного обладнання. Не маючи вищої технічної освіти Стоунер зміг піднятися по кар'єрній драбині до інженера-проектувальника
У 1954 року він пішов працювати головним інженером компанії ArmaLite, яка була підрозділом компанії Fairchild Engine & Airplane Corporation. Працюючи в ArmaLite він розробив серію прототипів ручної зброї, в тому числі гвинтівки AR-3, AR-9, AR-11, AR-12, жодна з яких серійно не випускалася. Єдиною успішною зброєю того періоду стала гвинтівка виживання AR-5, яку прийняли на озброєння ПС США.

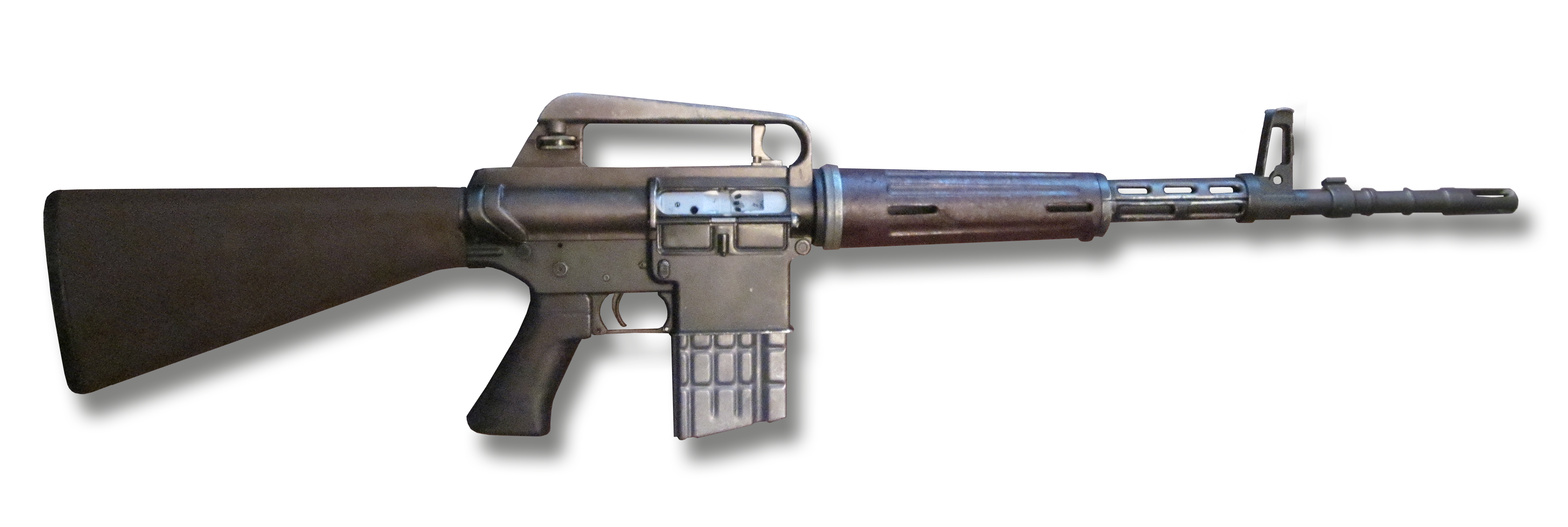
ArmaLite AR-10

У 1955 році Стоунер закінчив початкові проектні роботи над революційною ArmaLite AR-10, легкою (3,28 кг) піхотною гвинтівкою з перевідником вогню під набій 7,62×51 мм НАТО. Наприкінці 1956 року AR-10 була представлена для випробувань на Абердинському полігоні армії США. У порівнянні з конкуруючими конструкціями гвинтівок, які були представлені раніше на випробування, гвинтівка AR-10 була меншою, легше стріляла в автоматичному режимі та набагато легшою. Але вони надійшли запізно на випробування і армія відмовилась від AR-10 на користь звичної T44, яка пізніше стала M14. Пізніше до 1960 року AR-10 за ліцензією випускала нідерландська фірма для продажу різним збройним силам.

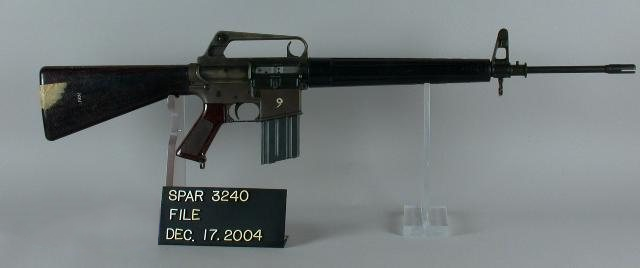
ArmaLite AR-15

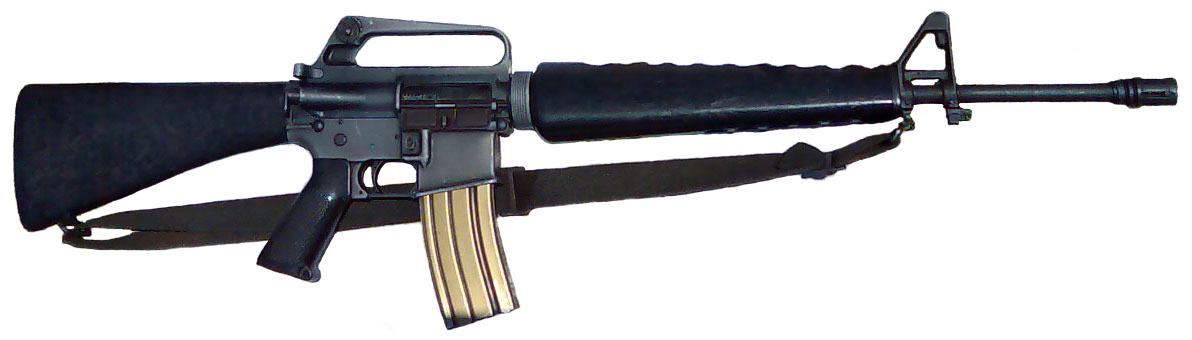
Гвинтівка M16A1

На запит військових США, головний помічник Стоунер, Роберт Фремонт разом з Джимом Салліваном розробили Armalite AR-15 на основі базової моделі AR-10, переробивши її під набій меншого калібру .223 Remington, дещо збільшений, щоб відповідати мінімальним вимогам армії до пробивання. Пізніше AR-15 була прийнята на озброєння збройними силами США під назвою гвинтівка M16.
Після того як ArmaLite продали права на AR-15 компанії Colt Firearms Company, Стоунер звернув свою увагу на конструкцію AR-16. Це була інша покращена гвинтівка під набій 7.62 мм, але мала більш звичайний поршень та мала ряд штампованих деталей для зменшення вартості. Ця зброя була випущена лише в якості прототипу, але переробка під набій .223 призвели до появи успішної і часто наслідуваної Armalite AR-18.

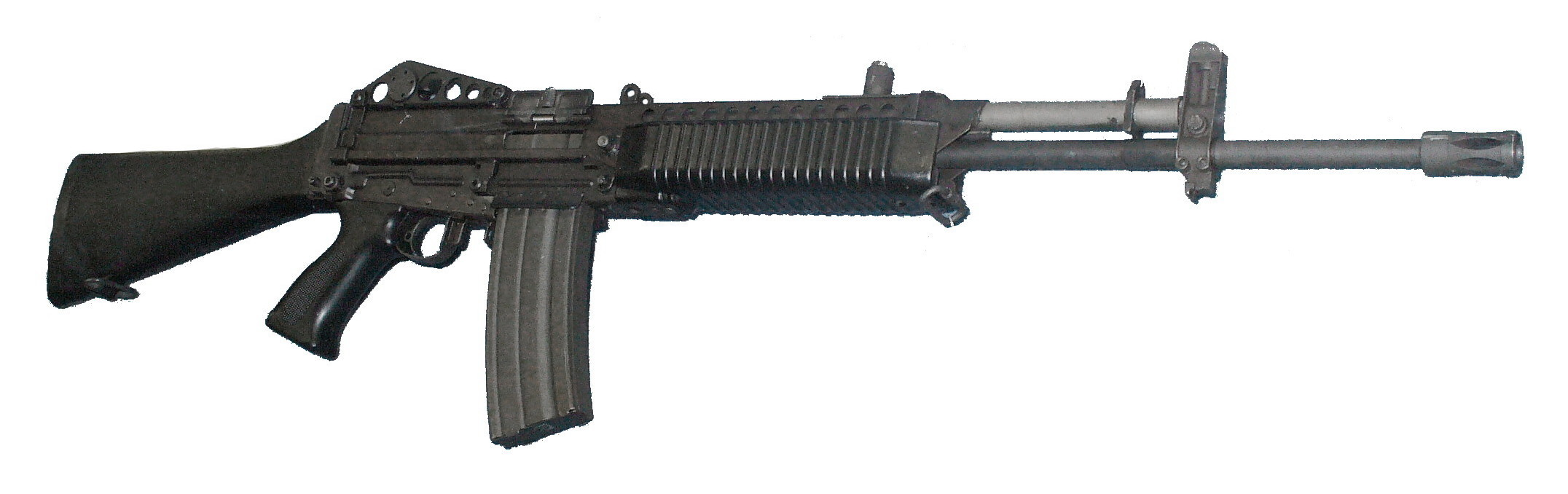
Гвинтівка Stoner 63

Стоунер покинув компанію ArmaLite у 1961 році, щоб перейти до компанії Кольт у якості консультанта. Врешті він прийняв посаду у Cadillac Gage, де він розробив збройну систему Stoner 63. Це була модульна збройна система, яку можна було використовувати у якості штурмової гвинтівки, легкого кулемета, станкового кулемета або стаціонарний кулемет з електромагнітним керуванням.
Збройна система Стоунера мала газовідвіний поршневий УСМ запатентований US PAT No. 2,951,424 і представлена у вересні 1960 року. І знову, Роберт Фремонт та Джим Салліван взяли гвинтівку Стоунера і переробили її під набій .223 Remington, для створення збройної систем Stoner 63.
У співпраці з компанією TRW Стоунер розробив автоматичну гармату TRW 6425 25 мм Bushmaster, яку пізніше випускала компанія Oerlikon під назвою KBA.
Він став співзасновником ARES Incorporated з Порту-Клінтон, штат Огайо, у 1972 році, але покинув компанію в 1989 році, після розробки легкого кулемета Ares, який інколи називають Stoner 86. Це була модернізована версія Stoner 63. У Ares він також розробив Концепцію майбутньої штурмової гвинтівки (FARC).

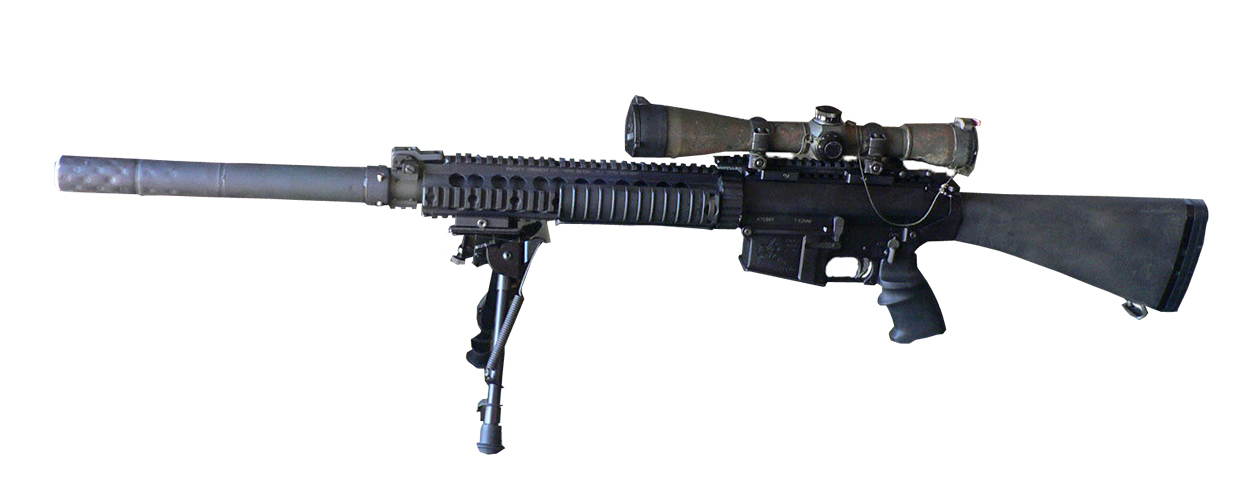
Гвинтівка KAC SR-25

У 1990 році він приєднався до Knight's Armament Company (KAC) для створення Stoner Rifle-25 (SR-25), яку прийняли на озброєння під назвою снайперська збройна система ВСМ США Mark 11 Mod 0. Перебуваючи в KAC, він також працював над іншою версією збройної системи Стоунер, яка отримала назву Stoner 96. Серед його останніх розробок були гвинтівка SR-50 та пістолет Colt 2000.

## Михайло Калашников

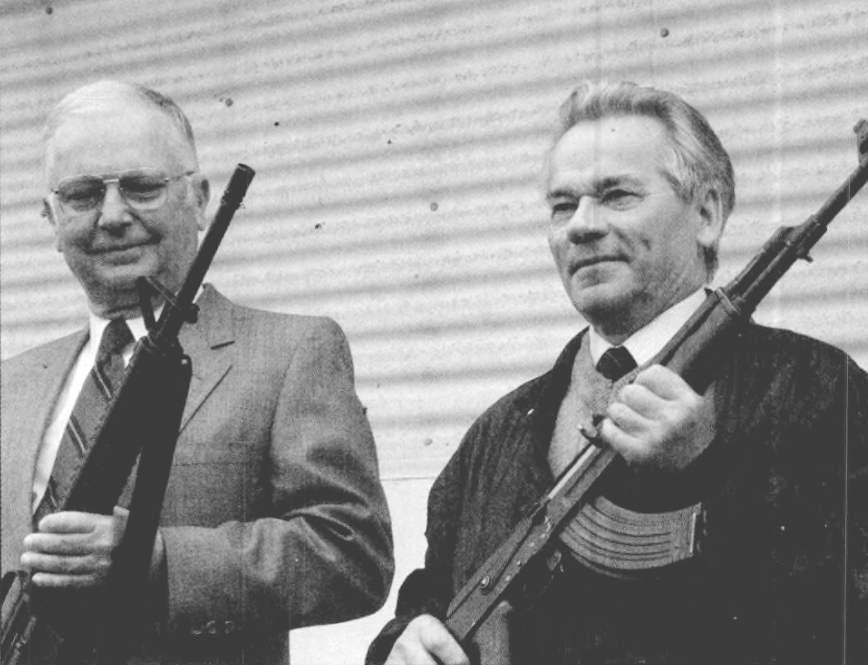
Юджин Стоунер, ліворуч, та Михайло Калашников тримають штурмові гвинтівки власної розробки, травень 1990.

16 травня 1990 Юджин M. Стоунер та Михайло Калашников зустрілися вперше. Наступні кілька днів вони провели в розмовах, розповідях історії, закупах, сходили на вечерю та мандрували по Вашингтону. Вони відвідали Смітсонівський інститут, Національний музей вогнепальної зброї NRA та мисливський будиночок, який належить збройовому клубу в Star Tannery, куди сходили постріляти. Вони також відвідали базу морської піхоти у Квантіко, штат Вірджинія, де спостерігали за випробуванням нової зброї. Під час цього короткого візиту обидва чоловіки, добре знайомі з роботою іншого, розділили спільні зв'язки і стали друзями, «не потребуючи перекладача, щоб передати їх думки».

## Смерть
Юджин Стоунер помер внаслідок раку у віці 74 років 24 квітня 1997 року, а згодом був похований на національному кладовищі Квантіко, штат Вірджинія.
У нього залишилася дружина Барбара Гітт Стоунер, з якою він одружився в 1965 році; його перша дружина Жан Стоунер Магоні з Ньюпорт-Біч, штат Каліфорнія, з якою він розлучився в 1962 році; четверо дітей від першого шлюбу, семеро онуків та чотири правнуки.

## Розроблена зброя

### Зброя Armalite
- AR-3
- AR-5
- AR-7
- AR-9
- AR-10
- AR-11
- AR-12
- AR-15
- M16 rifle
- AR-16
- ArmaLite AR-18
- AR-180

### Інша зброя
- Stoner 62/Stoner 63
- TRW 6425 25 мм автоматична гармата «Bushmaster»
- Oerlikon KBA 25 мм автоматична гармата (розвиток TRW 6425)
- ARES FMG (Складний пістолет-кулемет)
- Легкий кулемет Ares (A.K.A. the «Stoner 86»)
- Передова штурмова гвинтівка (AIWS)
- Концепція штурмової гвинтівки майбутнього (FARC)
- SR-25 (Снайперська гвинтівка ВМС США Mark 11 Mod 0)
- SR-15
- Гвинтівка спеціального призначення Mk 12
- Stoner 96
- SR-50